# Juillac-le-Coq
Juillac-le-Coq è un comune francese di 693 abitanti situato nel dipartimento della Charente, nella regione della Nuova Aquitania che dista 108 km da Bordeaux.

## Società

### Evoluzione demografica
Abitanti censiti